# Lufthansa
Lufthansa (Deutsche Lufthansa AG) is de nationale luchtvaartmaatschappij van Duitsland. Het hoofdkantoor bevindt zich in Keulen. De belangrijkste luchthavens waarvandaan vluchten van Lufthansa vertrekken zijn Frankfurt International Airport in Frankfurt am Main en Franz Josef Strauß International Airport in München.

## Geschiedenis
Het bedrijf werd opgericht op 6 januari 1926 in een fusie tussen Deutsche Aero Lloyd (DAL) en Junkers Luftverkehr. De oorspronkelijke volledige naam was Deutsche Luft Hansa Aktiengesellschaft. De naam Lufthansa is een combinatie van de woorden Luft (het Duitse woord voor lucht) en Hansa (van de Hanze handelsorganisatie die grote delen van Noord-Europa beheerste tijdens de Middeleeuwen). Het oude Lufthansa ging samen met Nazi-Duitsland in 1945 ten onder en werd in 1951 geliquideerd. In 1953 werd in de Bondsrepubliek de Aktiengesellschaft für Luftverkehrsbedarf (LUFTAG) opgericht. Dit bedrijf kocht in 1954 de merknaam Deutsche Lufthansa en ging onder deze naam verder.
In 1955 richtte de DDR zijn eigen luchtvaartmaatschappij op, onder de naam Deutsche Lufthansa. Hiermee werden lijndienst op Oostblok-bestemmingen onderhouden. Het was de DDR duidelijk dat zij niet de juridische rechten op de naam Lufthansa hadden, waarop zij in 1958 de luchtvaartmaatschappij Interflug oprichtten. Interflug ging failliet in 1991, kort na de Duitse hereniging. Tot aan de hereniging in 1990 was het Lufthansa verboden om vluchten te maken naar West-Berlijn, net als alle andere luchtvaartmaatschappijen van buiten de Verenigde Staten, Groot-Brittannië en Frankrijk. In september 1990 bereikte Lufthansa een overeenstemming met Pan Am. Lufthansa kocht de belangen voor $150 miljoen en in oktober dat jaar staakte Pan Am de diensten van diverse vliegvelden in West-Duitsland op Flughafen Berlin-Tegel die overgenomen werden door Lufthansa.
In juni 2003 opende Lufthansa Terminal 2 op de Frans Joseph Strauß Airport in München, zodat Frankfurt FRA minder zou worden belast. Het is een van de eerste terminals in Europa die gedeeltelijk eigendom is van een luchtvaartmaatschappij.
Op 22 maart 2005 fuseerde Swiss International Air Lines met Lufthansa. Sinds 15 september 2008 bezit Lufthansa 45 procent van de aandelen van Brussels Airlines, waarbij Lufthansa een koopoptie heeft op de overige aandelen. Op 28 september 2016 is bekendgemaakt dat Lufthansa de overige 55 procent aandelen van Brussels Airlines definitief koopt en gebruik maakt van de optie die in 2008 is afgesproken.
In oktober 2017 werd bekend dat Lufthansa veel activiteiten van het failliete Air Berlin gaat overnemen. De overname betreft NIKI en Luftfahrtgesellschaft Walter mbH (LGW). LGW telt 870 medewerkers en 17 Bombardier Dash 8 Q400 en 13 Airbus A320 vliegtuigen. NIKI heeft 830 personeelsleden en 20 Airbus A320 toestellen. Ze gaan Lufthansa's Eurowings versterken. Lufthansa huurde al 38 toestellen van Air Berlin. Lufthansa verwacht dat het tot drie maanden kan duren voordat de Europese Unie de overname heeft goedgekeurd. Medio december zag Lufthansa af van een overname van NIKI. Ondanks eerdere concessies door Lufthansa wil de Europese Commissie nog geen toestemming geven voor de acquisitie. Met deze actie hoopt Lufthansa dat de andere activiteiten van Air Berlin wel overgenomen mogen worden.
In april 2019 maakte Lufthansa bekend de cateringactiviteiten - LSG group - te willen verkopen. Hier werken zo'n 35.000 mensen waarvan 7000 in Duitsland. In november 2019 werden de Europese activiteiten verkocht aan het Zwitserse bedrijf Gategroup en Lufthansa zoekt nog naar kopers voor deze activiteiten in andere regio's.
De coronapandemie heeft geleid tot een dramatische daling van het aantal passagiers, in 2020 daalde het aantal vervoerde passagier met 75% ten opzichte van 2019. De resultaten kwamen mede hierdoor fors onder druk te staan. Na een winst van € 1,2 miljard in 2019, leed de groep een recordverlies van € 6,7 miljard in 2021, in 2021 trad een verbetering op maar Lufthansa bleef verlies lijden. In 2022 werd weer een winst gerapporteerd van € 0,8 miljard. Het aantal passagiers is na 2020 wel gestegen, maar in 2023 was het niveau van 2019 nog niet bereikt.
In mei 2023 werd overeenstemming bereikt met de Italiaanse regering om een minderheidsbelang van 41% te verwerven in ITA Airways. De Duitse luchtvaartgroep betaalt hiervoor € 325 miljoen. Lufthansa krijgt verder een optie om de resterende aandelen van de Italiaanse overheid te kopen, de prijs voor deze aandelen is afhankelijk van de ontwikkeling van ITA. ITA wordt de vijfde netwerkmaatschappij binnen de Lufthansa Group, naast Lufthansa, SWISS, Austrian Airlines en Brussels Airlines. Lufthansa wil van Rome een belangrijk knooppunt maken voor reizigers richting Latijns-Amerika en Afrika. In juli 2024 gaf de Europese Commissie toestemming voor de transactie, maar Lufthansa moet wel ruimte maken voor concurrentie op vliegroutes tussen Italië en Midden-Europa.

## Activiteiten
Lufthansa AG of Lufthansa Group is een van de grote luchtvaartmaatschappijen in de wereld. In 2018 vervoerde het 142 miljoen passagiers, met een vloot van 763 toestellen. Bij het bedrijf werkten ruim 135.000 medewerkers en het behaalde een totale omzet van 36 miljard euro in 2018, waarvan 8 miljard euro gerelateerd aan vrachtvervoer, onderhoud van vliegtuigen en catering.
De activiteiten zijn opgesplitst in vijf groepen:
- Network Airlines, dit segment bestaat uit Lufthansa German Airlines, Brussels Airlines, Swiss en Austrian Airlines.
- Eurowings bestaat uit Eurowings, Germanwings en Eurowings Europe. Het aandelenbelang in SunExpress valt hier ook onder.
- Lufthansa Cargo (Logistics) houdt zich bezig met alle vrachtactiviteiten. Dit beperkt zich niet alleen tot de vrachtvliegtuigen maar regelt ook de vrachtruimte in passagiersvliegtuigen.
- Lufthansa Technik (MRO) doet aan vliegtuigonderhoud, niet alleen van de eigen toestellen maar ook van derden.
- LSG group (Catering) verzorgt goederen en diensten gerelateerd aan in-flight services. Het heeft vestigingen om zo'n 250 vliegvelden wereldwijd en werkt voor meer dan 300 luchtvaartmaatschappijen. Dit onderdeel staat in de verkoop.

Naast deze airlines heeft Lufthansa ook een belang van 10% in Air Baltic. Een airline die de Baltische Staten vertegenwoordigd en vanuit de drie hubs vluchten uitvoert naar voornamelijk op het Europese continent gelegen bestemmingen, maar er zijn ook bestemmingen buiten Europa. De hubs zijn: Tallinn Lennart Meri Airport, Riga International Airport en Vilnius International Airport. In het zomer seizoen is Air Baltic een airline die vliegtuigen verhuurt aan andere luchtvaart maatschappijen om zo de vloot van die maatschappijen te vergroten, dit gebeurt met een zogenoemde wet lease. 
Lufthansa is een van de oprichters van Star Alliance, een van 's werelds belangrijkste samenwerkingsverbanden tussen luchtvaartmaatschappijen.

### Dochterondernemingen
De Lufthansa Group is een overkoepelende groep van verschillende vliegtuigmaatschappijen. Per december 2024 zijn dit:

#### Volledig eigendom van Lufthansa
| Luchtvaartmaatschappij  | Land        | Vloot | Opmerkingen |
| ----------------------- | ----------- | ----- | --- |
| Air Dolomiti            | Italië      | 26    | deels geëxploiteerd voor Lufthansa Regional en codesharing voor Lufthansa                                        |
| Austrian Airlines       | Oostenrijk  | 68    | |
| Brussels Airlines       | België      | 46    | |
| Discover Airlines       | Duitsland   | 27    | |
| Edelweiss Air           | Zwitserland | 19    | Dochterfirma van Swiss                                                                                           |
| Eurowings               | Duitsland   | 81    | |
| Eurowings Europe        | Malta       | 29    | |
| Lufthansa Cargo         | Duitsland   | 15    | vrachtvluchten                                                                                                   |
| Lufthansa City Airlines | Duitsland   | 6     | verwachte start zomer 2024                                                                                       |
| Lufthansa CityLine      | Duitsland   | 46    | Deze zal op termijn verdwijnen, waarbij de vluchten overgenomen worden door City Airlines.                       |
| Swiss                   | Zwitserland | 89    | |
| Lufthansa Regional      | Duitsland   | 0     | Nog enkel als operationele entiteit, alle vluchten worden geëxploiteerd door Lufthansa CityLine en Air Dolomiti. |

#### Deels eigendom van Lufthansa
| Luchtvaartmaatschappij | Land      | Vloot | Opmerkingen                                                    |
| ---------------------- | --------- | ----- | -------------------------------------------------------------- |
| AeroLogic              | Duitsland | 22    | vrachtvluchten samen met DHL (50%)                             |
| ITA Airways            | Italië    | 99    | minderheidsbelang (41%) samen met de Italiaanse overheid (59%) |
| SunExpress             | Turkije   | 75    | samen met Turkish Airlines (50%)                               |

### Overige activiteiten
Behalve de passagiersvluchten heeft Lufthansa nog veel nevenactiviteiten. De belangrijkste zijn:
- Lufthansa Cargo
- Lufthansa Catering, verzorgt het voedsel voor de Lufthansa-vluchten
- Lufthansa Technik, verzorgt het onderhoud van vliegtuigen
- Lufthansa Systems, producent van IT-systemen voor de luchtvaart
- LSG Sky Chefs, een vliegtuigcateraar
- Lufthansa Flight Training, verzorgt de opleiding van de bemanningen aan verschillende luchtvaartmaatschappijen
- Delvag, een verzekeringsmaatschappij gespecialiseerd in luchttransporten

## Vloot
Lufthansa vliegt met de volgende toestellen (januari 2025):
| Vliegtuig        | In gebruik | Orders | Passagiers | Passagiers | Passagiers | Passagiers | Passagiers | Opmerkingen                                                                                   |
| Vliegtuig        | In gebruik | Orders | F          | B          | P          | E          | Totaal     | Opmerkingen                                                                                   |
| ---------------- | ---------- | ------ | ---------- | ---------- | ---------- | ---------- | ---------- | --------------------------------------------------------------------------------------------- |
| Airbus A319-100  | 35         | —      | —          | 24         | —          | 114        | 138        | D-AILU Lu-sticker                                                                             |
| Airbus A320-200  | 49         | —      | —          | var.       | —          | var.       | 168        | 38 worden aangepast aan een 180 zetels indeling                                               |
| Airbus A320-200  | 49         | —      | —          | var.       | —          | var.       | 180        |                                                                                               |
| Airbus A320neo   | 35         | 37     | —          | 28         | —          | 152        | 180        | Eerste gebruiker                                                                              |
| Airbus A321-100  | 17         | —      | —          | 26         | —          | 174        | 200        | Eerste gebruiker                                                                              |
| Airbus A321-200  | 37         | ―      | —          | 26         | —          | 174        | 200        |                                                                                               |
| Airbus A321neo   | 17         | 22     | —          | 28         | —          | 187        | 215        |                                                                                               |
| Airbus A330-300  | 9          | —      | —          | 42         | 28         | 185        | 255        | Allen over te dragen aan Discover Airlines en Brussels Airlines tegen 2027.                   |
| Airbus A340-300  | 17         | —      | —          | 30         | 28         | 221        | 279        | Grootste gebruiker van dit type. Wordt vervangen door Airbus A350-900 tegen 2028.             |
| Airbus A340-600  | 10         | —      | 8          | 56         | 28         | 189        | 281        | Wordt vervangen door Airbus A350-1000                                                         |
| Airbus A350-900  | 30         | 14     | —          | 30         | 26         | 262        | 318        | 4 vliegtuigen voormalig van Philippine Airlines, behouden oorspronkelijke configuratie        |
| Airbus A350-900  | 30         | 14     | —          | 48         | 21         | 224        | 293        |                                                                                               |
| Airbus A350-900  | 30         | 14     | 4          | 38         | 24         | 201        | 267        | Leveringen vanaf 2024 met Lufthansa Allegris interieur                                        |
| Airbus A350-1000 | 0          | 15     | n.t.b      | n.t.b      | n.t.b      | n.t.b      | n.t.b      | Levringen vanaf 2026. Vervangt Airbus A340-600                                                |
| Airbus A380-800  | 8          | —      | 8          | 78         | 52         | 371        | 509        | 6 van de 14 A380’s werden aan Airbus terugverkocht. Overigen worden tegen 2030 uittgefaseerd. |
| Boeing 747-400   | 8          | —      | —          | 67         | 32         | 272        | 371        | Wordt vervangen door de Boeing 777-9X in 2028.                                                |
| Boeing 747-8I    | 19         | —      | 8          | 92         | 32         | 208        | 340        | Grootste gebruiker van dit type. D-ABYP is de 1500ste 747 D-ABYT in retro kleuren             |
| Boeing 747-8I    | 19         | —      | 8          | 80         | 32         | 244        | 364        | Grootste gebruiker van dit type. D-ABYP is de 1500ste 747 D-ABYT in retro kleuren             |
| Boeing 777-9     | —          | 20     | n.n.b      | n.n.b      | n.n.b      | n.n.b      | n.n.b      | Leveringen vanaf 2026, vervanging Boeing 747-400                                              |
| Boeing 787-9     | 5          | 34     | —          | 28         | 28         | 231        | 287        | Leveringen vanaf 2024 met Lufthansa Allegris interieur                                        |
| Boeing 787-9     | 5          | 34     | —          | 26         | 21         | 247        | 294        | Worden overgedragen aan Austrian Airlines                                                     |
| Totaal           | 289        | 156    |            |            |            |            |            |                                                                                               |

## Incidenten, ongelukken en kapingen
- In oktober 1977 werd vlucht 181 van Lufthansa gekaapt. De gezagvoerder werd vermoord, maar de overige bemanning en de 82 passagiers overleefden de kaping. De Boeing 737 werd op de luchthaven van Mogadishu bestormd door leden van de Duitse antiterreureenheid GSG 9.
- Op 14 september 1993 verongelukte een Lufthansa Airbus 320, met vluchtnummer LH2904, op de luchthaven van Warschau. Het vliegtuig schoot aan het eind van de landingsbaan door. Van de in totaal 70 inzittenden verloren de gezagvoerder en één passagier het leven.
- Een MD-11 vrachtvliegtuig van Lufthansa Cargo met vluchtnummer LH8460 verongelukte op dinsdag 27 juli 2010 tijdens een noodlanding op de luchthaven van de Saoedi-Arabische hoofdstad Riyadh. De twee piloten raakten gewond, maar er vielen geen dodelijke slachtoffers. Ooggetuigen hadden voor de landing al zwarte rook uit het vliegtuig zien komen. De MD-11 had de registratie D-ALCQ (cn 48431/534)